# NGC 3666
NGC 3666 is een balkspiraalstelsel in het sterrenbeeld Leeuw. Het hemelobject werd op 23 maart 1789 ontdekt door de Duits-Britse astronoom William Herschel.

## Synoniemen
- UGC 6420
- MCG 2-29-25
- ZWG 67.71
- IRAS 11218+1137
- PGC 35043